# Than Shwe
Than Shwe (født 3. februar 1933) er en burmesisk militærleder og politiker, der var formand for Burmas "Råd for Fred og Udvikling" (State Peace and Development Council, SPDC) fra 1992 til 2011. Han har været indehaver af en række betydningsfulde poster i Burmas regerende militærjunta. Han overlod i 2011 magten til Thein Sein, tidligere primiereminister. Den 15. marts 2011 blev Than Shwe formand for Statens Øverste Råd (State Supreme Council).